# Túnel Hernandarias
Der Túnel Hernandarias, wie er allgemein genannt wird, offiziell der Túnel subfluvial Raúl Uranga – Carlos Sylvestre Begnis, ist ein 1969 eröffneter Straßentunnel in Argentinien, der die Ruta Nacional 168 unter dem Río Paraná hindurchführt und die Städte Santa Fe in der gleichnamigen Provinz und  Paraná in der Provinz Entre Ríos verbindet. Er war in Argentinien die erste feste Querung des Flusses.

## Name
Der Tunnel war ursprünglich nach Hernando Arias de Saavedra (1561–1634) benannt, umgangssprachlich zu Hernandarias verkürzt, dem ersten in Südamerika geborenen Gouverneur von Buenos Aires. 2001 erhielt der Tunnel die Namen der Gouverneure Raúl Uranga und Carlos Sylvestre Begnis, die für die Provinzen Entre Ríos und Santa Fe die Vereinbarungen zum Bau des Tunnels abgeschlossen hatten.

## Beschreibung
Der Tunnel besteht aus einer Röhre mit zwei Fahrspuren und beiderseits einem erhöhten Fluchtweg. Der Tunnel selbst ist 2,4 km lang zuzüglich der beiden rund 320 m langen Zufahrtsrampen. Die Entfernung zwischen den beiden Mautstellen beträgt 3720 m. Während das östliche Portal am Stadtrand von Paraná liegt, ist Santa Fe auf der Ruta Nacional 168 rund 20 km vom westlichen Portal entfernt.
Die Röhre hat einen Innendurchmesser von 9,8 m. Die zweispurige Fahrbahn ist 7,3 m breit und wird von den 0,95 m breiten Fluchtwegen flankiert. Die Höhe über der Fahrbahn beträgt 4,4 m.
Der Tunnel war in Argentinien die einzige feste Querung des Río Paraná bis 1973, als 600 km weiter nördlich die Puente General Manuel Belgrano zwischen den Provinzen Chaco und Corrientes eröffnet wurde. 380 km weiter südlich wurde 1977 der Complejo Zárate – Brazo Largo in Betrieb genommen; die nur 130 km entfernte Rosario-Victoria-Brücke wurde 2003 fertiggestellt.

## Geschichte
1911 wurde bereits über die Notwendigkeit einer Brücke zwischen den beiden Provinzen diskutiert. 1936 sollte eine Kommission untersuchen, ob eine Brücke oder ein Tunnel vorzuziehen sei. 1956 wurde ein Tunnel international ausgeschrieben, aber wegen zu hoher Preise nicht weiter verfolgt. 1960 entschied man sich endgültig für den Bau eines Tunnels, da er eine längere Lebensdauer und geringere Wartungskosten als eine Brücke habe, die Schifffahrt nicht durch Pfeiler im Strom behindere und keinen Streit über sein Aussehen auslöse. Nicht zuletzt waren für oberirdische Bauwerke höhere Steuern zu zahlen als für unterirdische. Am 15. Juni 1960 vereinbarten die beiden Provinzen, den Tunnel zu bauen und die Kosten zu gleichen Teilen zu tragen. Nach einer internationalen Ausschreibung wurde im Januar 1961 in Anwesenheit der Gouverneure, zahlreicher Minister und hoher Beamter das einzige eingegangene Angebot eröffnet, das von einem Konsortium aus Hochtief, der italienischen Firma Vianini und der argentinischen Firma SAILAV bestand. Die von SAILAV erstellte Planung und die Kosten des Projektes wurden anschließend von der französischen Société d'Études et d'Équipments geprüft und im Februar 1962 genehmigt. Die Grundsteinlegung fand kurz danach statt.
Für den Tunnel wurden 36 Stahlbeton-Rohre mit einer Länge von 65,45 m und einem Gewicht von 4200 t in einem Trockendock hergestellt, verschlossen, anschließend in den Fluss eingeschwommen, in der vorbereiteten Rinne abgesetzt und miteinander verbunden. Das fertige Rohr wurde mit einer 4 m hohen Abdeckung aus Sand belastet.
Am 13. Dezember 1969 wurde der Tunnel feierlich eröffnet.
1982 wurde nach einer ungewöhnlich hohen Flut festgestellt, dass die Abdeckung der Tunnelröhre auf einer Länge von 350 m teilweise weggespült worden war. Mit Unterstützung durch das Leichtweiß-Institut für Wasserbau der Technischen Universität Braunschweig wurde ein flexibles und ausreichend schweres System zur Belastung eines ausreichend langen Teils der Tunnelröhre erarbeitet und später eingebaut.